# Simone Dat
Simone Dat, née le 19 juillet 1927 à Paris et morte le 4 janvier 2018 dans la même ville, est une artiste peintre française de la seconde École de Paris.

## Biographie

### Formation

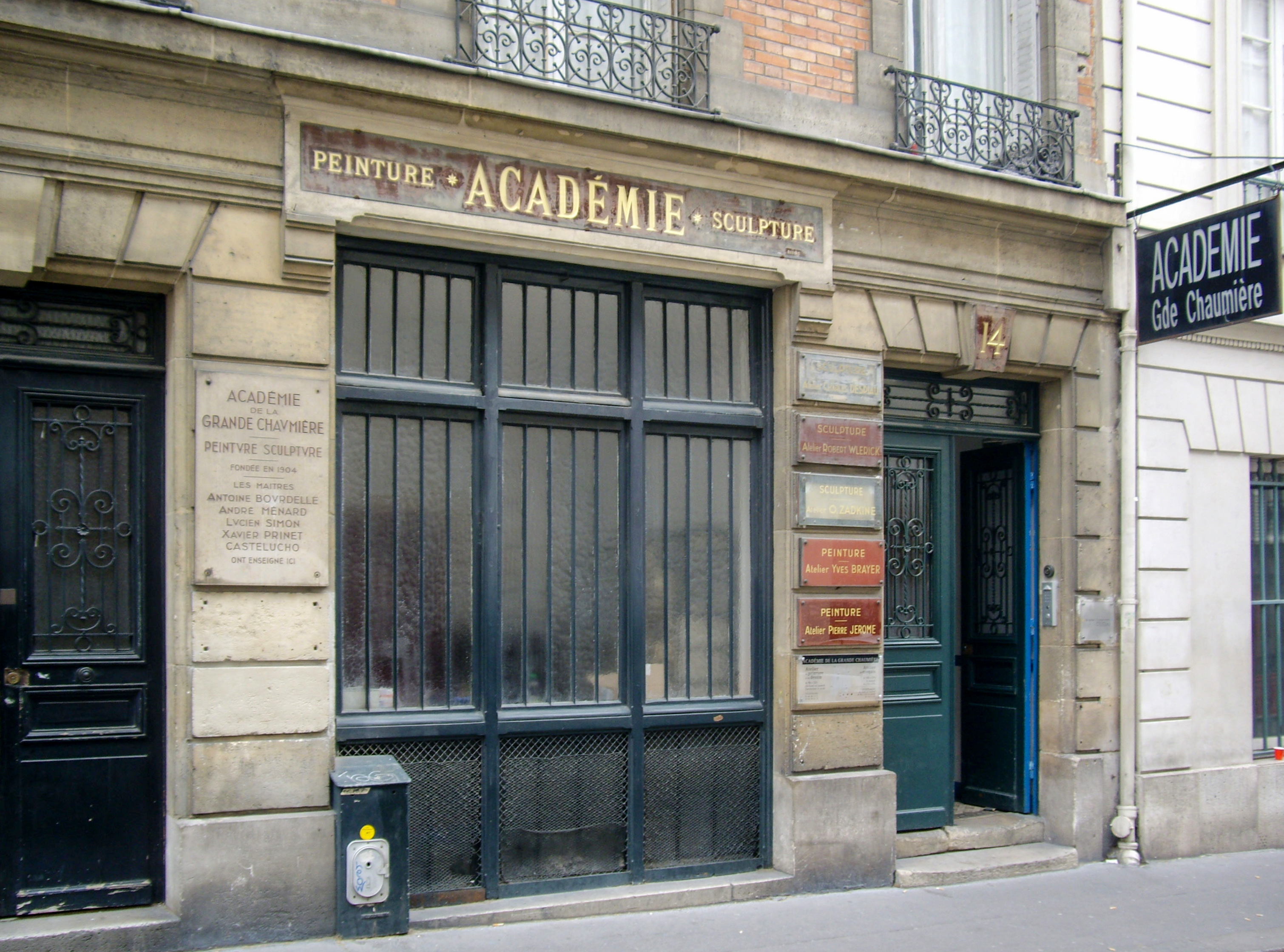
Académie de la Grande-Chaumière, Paris.

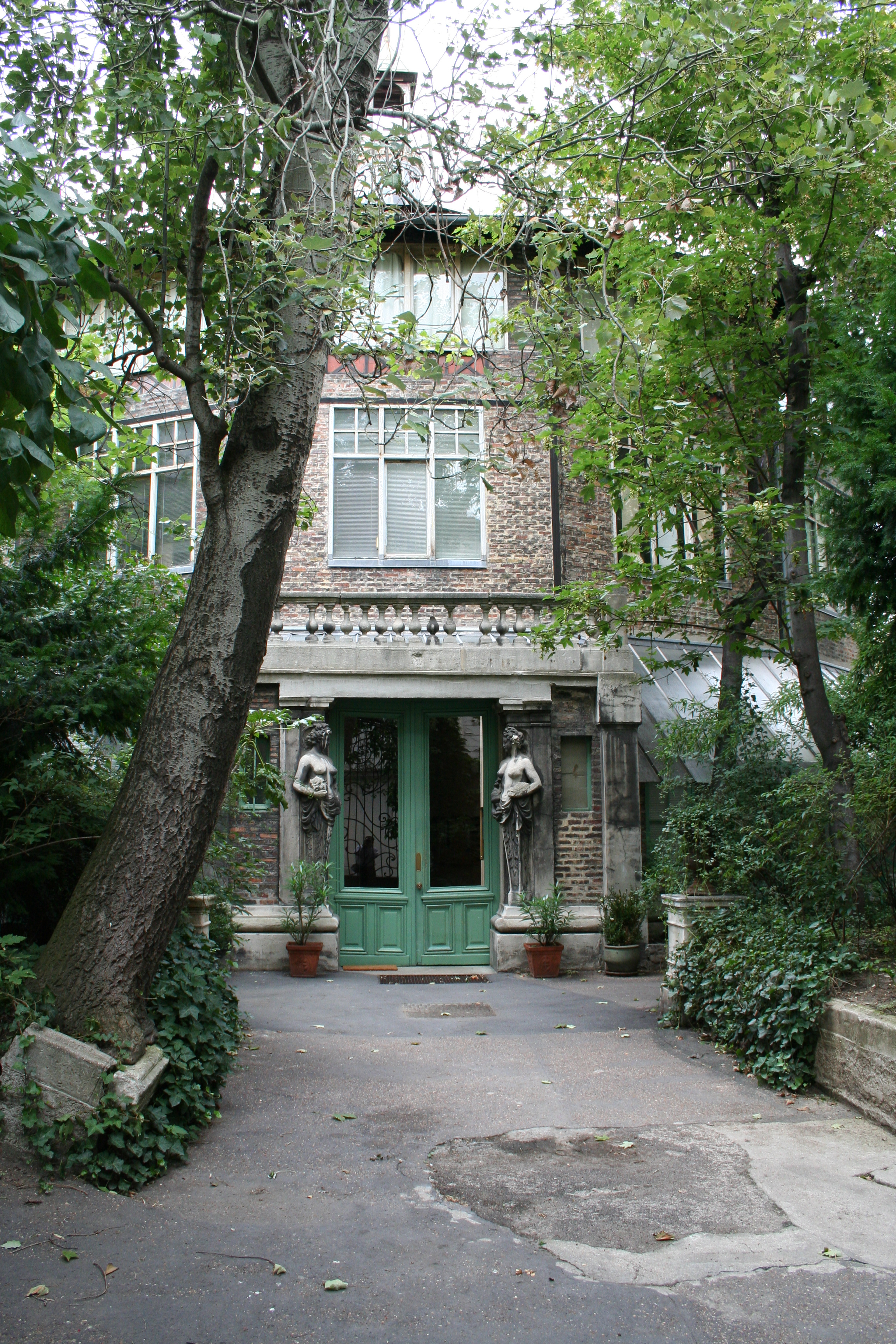
La Ruche, Paris.

Simone Dat naît dans le 13e arrondissement de Paris du mariage d'Aimé Dat, stomatologue, et de Marie-Madeleine Deschamps. N'étant âgée que de neuf mois lorsque son père décède des séquelles de la tuberculose contractée dans les tranchées de la Première Guerre mondiale, c'est après ses premières années vécues rue de la Chaussée-d'Antin qu'elle passe son enfance à Villiers-sur-Marne dans « l'agréable demeure de cette coquette banlieue » où sa mère s'installe. Bachelière au terme d'une scolarité effectuée à l'Institut Montalembert de Nogent-sur-Marne, elle est successivement élève à Paris d'une académie de peinture du 16e arrondissement située rue de la Pompe, de l'Académie Julian où elle a pour condisciples Claude Autenheimer, Élisabeth Dujarric de la Rivière et Françoise Sors, puis des ateliers libres de l'Académie de la Grande-Chaumière où elle rencontre Michel de Gallard, Michel Thompson et Paul Rebeyrolle.

### L'Homme témoin
Occupant alors une chambre de bonne située boulevard Raspail, sa pratique intense du dessin - copiant alors plus particulièrement ceux d'Albrecht Dürer qui influenceront durablement son graphisme - lui vaut, restitue Éric Mercier, les compliments de Bernard Lorjou qui l'invite dès 1948 à participer symboliquement, avec un dessin intitulé Portrait de jeune femme pensive, à l'exposition du Premier Manifeste de l'homme témoin à la Galerie du Bac que dirige Geneviève Degomme à Paris. Le manifeste, signé de Jean Bouret, que publie alors la galerie - « La peinture est là pour rendre témoignage et rien de ce qui est humain ne doit y rester étranger » y lit-on - cautionne la perception qu'a Michel Ragon de « 1948 comme une année de combat (et comment) » et donne la mesure de l'opposition figuration/abstraction comme « une question qui était en fait omniprésente », le groupe de L'Homme témoin observant la même distanciation à l'égard du Réalisme socialiste qui pour sa part est plutôt accueilli au Salon d'automne, à l'instar cette année-là des Parisiennes au marché d'André Fougeron.
Francis Parent peut ainsi situer le nom de Simone Dat au cœur de cette émergence, quand bien même est-ce seulement l'année suivante qu'avec Bernard Buffet, Jean Couty, Robert Charazac et André Minaux, elle rejoint de fait Bernard Lorjou, Yvonne Mottet, Paul Rebeyrolle, Gaston Sébire et Michel Thompson au sein du groupe de l'Homme témoin,. Pour cette seconde exposition, évoque Bernard Dorival, « le groupe choisit comme théâtre la Galerie Claude, et des tableaux inspirés par la réalité familière et traités de la façon la plus réaliste affirment aux visiteurs la préoccupation de leurs auteurs d'être les témoins de leur époque en en représentant la réalité quotidienne et populaire ». À propos de Simone Dat, on observe plus spécifiquement qu'« elle étreint dans ses tableaux cette réalité rugueuse dont parle Arthur Rimbaud ».

### La Jeune Peinture

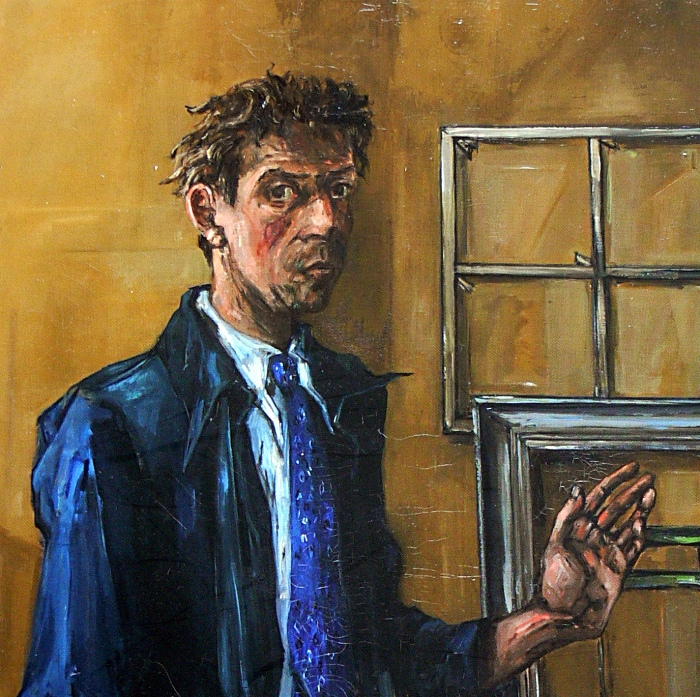
Francis Gruber, Autoportrait, huile sur toile, 1942 (Musée des Beaux-Arts de Nancy)

En la même année 1949, elle s'installe définitivement dans l'atelier en rez-de-jardin qui fut celui de Chaïm Soutine à La Ruche, épousant Paul Rebeyrolle en mai 1949. Elle n'en revendique pas moins l'influence de Chaïm Soutine et celle de Francis Gruber (1912-1948) envers qui son admiration va jusqu'à un réel attachement posthume : dans sa toile Métro qu'elle expose au Salon de la Jeune Peinture, le modèle serait un nommé Lirot qui fut celui de Francis Gruber et une petite table qui meuble son atelier, où elle dépose pinceaux, couleurs et térébenthine, appartint à ce dernier.
Avec le soutien des critiques d'art Pierre Descargues et Jean Bouret, le Salon des moins de trente ans prend en 1950 le nom de Salon des jeunes peintres pour « rester longtemps le foyer actif de la réaction figurative » dans lequel elle s'engage, un groupe dit « les artistes de La Ruche » s'y constituant et affirmant sa spécificité, « le régentant même jusqu'en 1957, et y imposant une esthétique empreinte de L'Homme témoin où dominent des tons sourds de gris, de noirs et de terre, Francis Gruber s'affirmant la figure emblématique revendiquée » : la toile La Femme au gant qui vaut à Paul Rebeyrolle l'attribution du Prix de la Jeune Peinture en cette première année est un portrait de Simone Dat.
C'est lors du quatrième Salon qui se tient en 1953 à la Galerie d'Amérique - « Étant donné l'exiguïté des lieux, une sélection rigoureuse s'est imposée, observe Jean-Albert Cartier, et nous pouvons dire que ce quatrième Salon des jeunes peintres est certainement le meilleur de tous ceux qui l'ont précédé… On peut déceler une tendance de plus en plus poussée au réalisme et un souci assez perceptible de la couleur » - que le nom de Simone Dat apparaît, avec ceux de Bernard Buffet, Paul Collomb, Michel de Gallard et Mireille Miailhe, parmi les plus cités par la critique.
Au terme de ce quatrième salon, soit le 9 mars 1953, son comité fonde l'Association de la Jeune Peinture, le Salon adoptant alors ce dernier nom pour s'installer seize années durant au Musée d'art moderne de la ville de Paris où Simone Dat reçoit en 1954 le Prix Fernand-Léger des propres mains du maître. On la constate ainsi, en 1956, avec un « réalisme acéré, très graphique, se nourrissant de couleurs sourdes », perçue comme « vedette de la Jeune Peinture » et, lors du quinzième Salon, en 1964, elle est membre du jury avec à ses côtés Gérard Tisserand, Pierre Garcia-Fons, Hélène Girod de l'Ain et Élisabeth Dujarric de la Rivière. Dans le même esprit, on retrouve en 1957 le nom de Simone Dat attaché au Salon des peintres témoins de leur temps fondé par Isis Kischka « contre les tentatives décadentes de l'abstraction » et qui « impose aux peintres un retour à la figuration du sujet » puis, dans la décennie 1960, elle expose également en Italie, au Japon et aux États-Unis.

### Sauvegardes, de la Ruche à Oletta

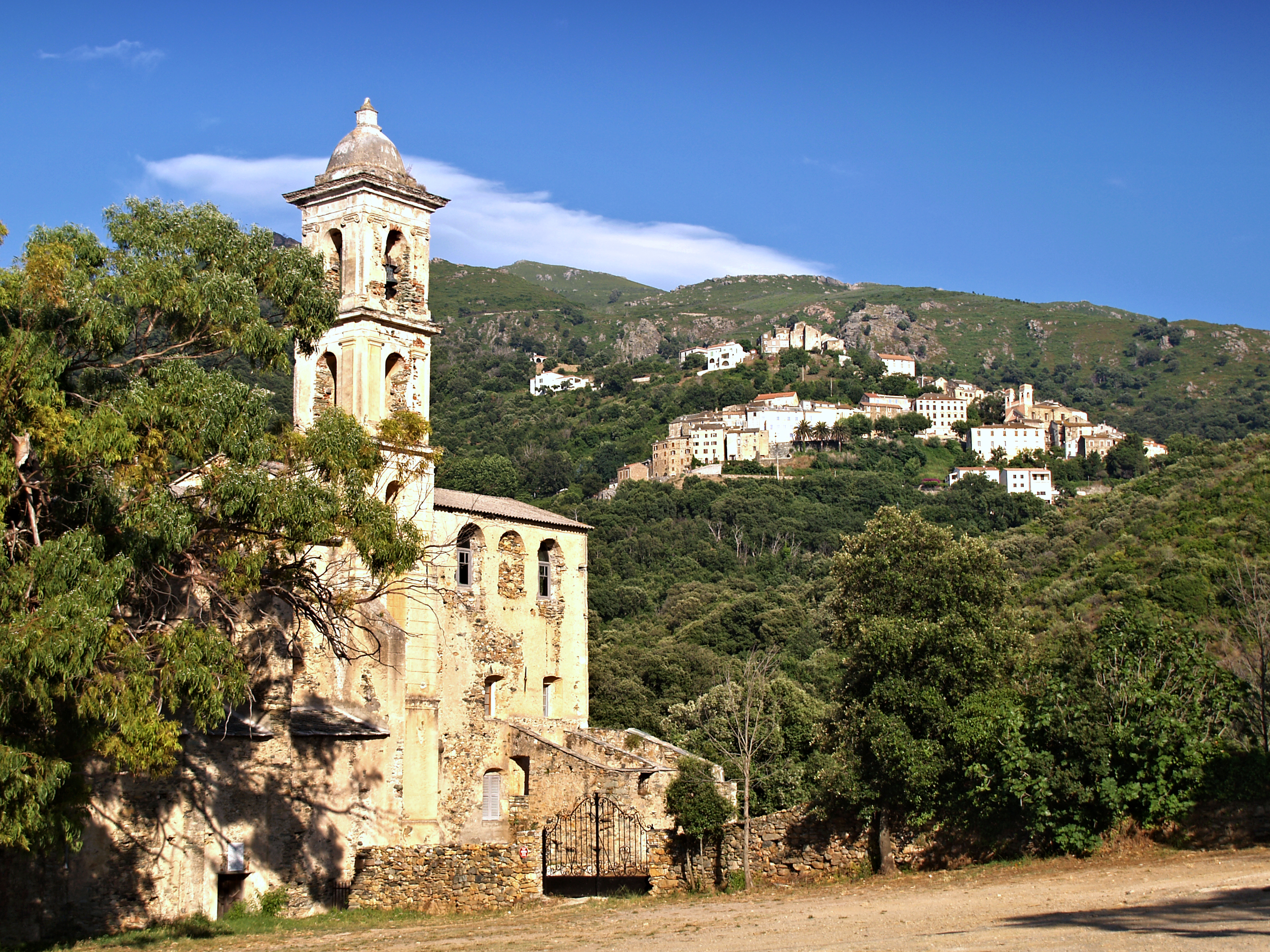
Oletta (Corse)

Diversifiant ses activités en créant en 1959 le club de jazz « Le Nuage » au 5, rue Bernard-Palissy, puis divorçant de Paul Rebeyrolle en 1962, sa rencontre à Saint-Germain-des-Prés du Portoricain Juan (dit « John ») Romero, figure de l'engagement contre le racisme à New York et premier homme de couleur à la tête d'un club de jazz à Downtown, donne naissance à sa fille Candida Romero à La Ruche en octobre 1966, année où Simone Dat anime le comité de défense qui, présidé par Marc Chagall, va parvenir, avec des dons d'artistes ou des soutiens financiers tels que celui de René et Geneviève Seydoux, « au sauvetage inespéré, opéré in extremis, de la cité d'artistes qui, en 1967, était menacée de démolition pour faire place à des H.L.M. » mais qui, dans les années 1980, obtiendra la reconnaissance d'utilité publique,,,. Aux élections législatives de mars 1978, Simone Dat se porte candidate pour la 17e circonscription de la Seine du mouvement Choisir la cause des femmes fondé par Simone de Beauvoir, Gisèle Halimi et Jean Rostand.
Élève de l'École des enfants du spectacle initialement attirée par le chant et la comédie (dans son film La Smala, en 1984, Jean-Loup Hubert lui confie le rôle de Lucie qui chante Trip HLM) devenue artiste plasticienne ,, Candida Romero va occuper un temps l'atelier qui fut celui de Marc Chagall à La Ruche - elle est, autour de 1987, le modèle de Simone Dat dans une suite de toiles intitulées Amazone - avant que mère et fille ne s'investissent ensemble, à partir de 2000, dans la réhabilitation du couvent Saint-François d'Oletta, en Corse, où Simone Dat s'aménage un second atelier,,. Cette entreprise leur vaut d'emporter le Prix Émile Garcin des Vieilles maisons françaises et le concours « Un patrimoine pour demain » du magazine Le Pèlerin, avant d'être élue « le jardin préféré des Français » dans l'émission éponyme de la chaîne de télévision France 2.
Simone Dat peint jusque dans les derniers jours de sa vie. Morte le 4 janvier 2018, ses cendres reposent au columbarium de la 87e division du cimetière du Père-Lachaise à Paris.

## Expositions

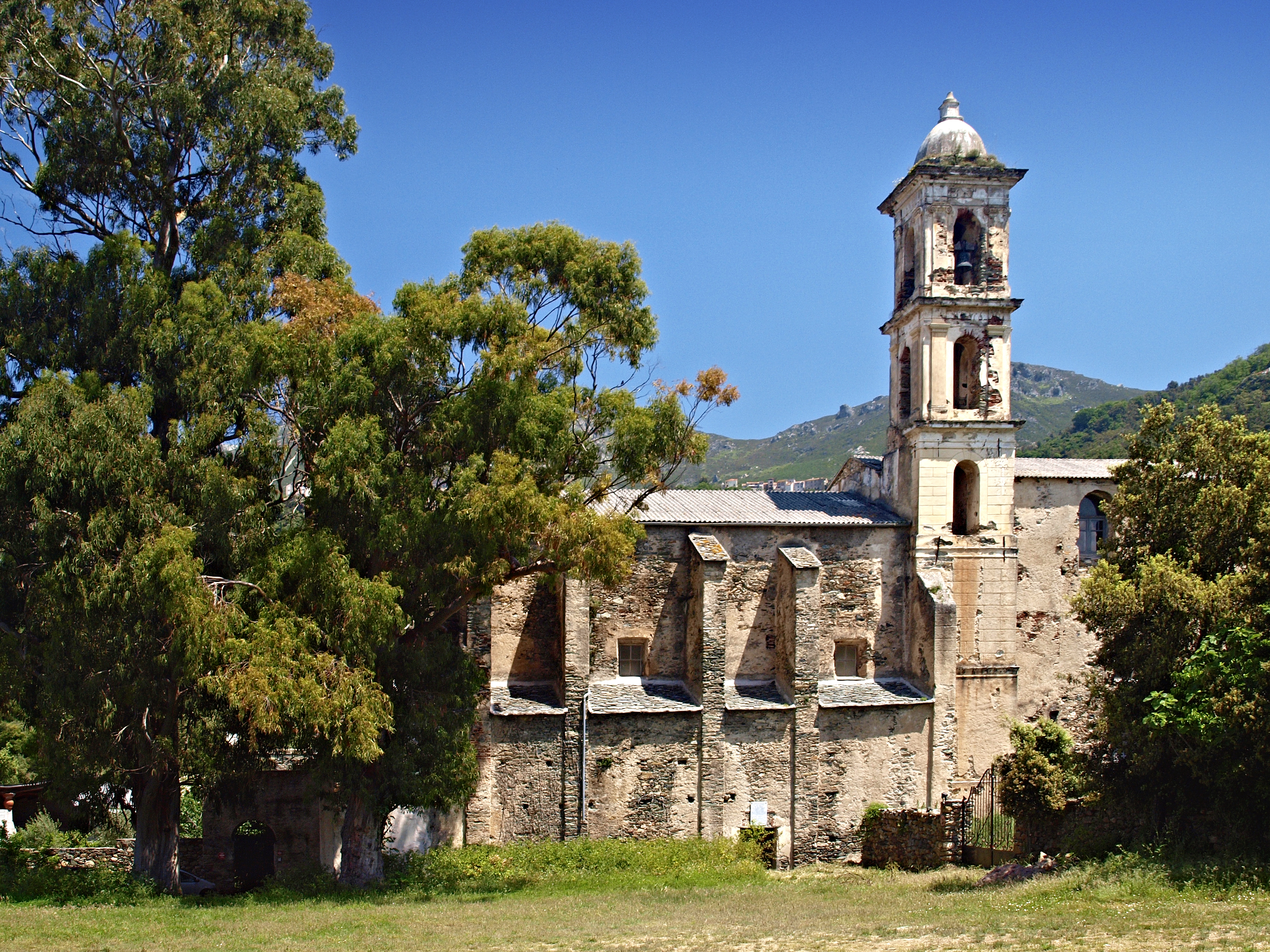
Couvent Saint-François d'Oletta, 2018.

### Expositions personnelles
- Galerie Saint-Germain, 202 boulevard Saint-Germain, Paris, 1956[31], novembre-décembre 1958 (Simone Dat - L'homme des bars)[15].
- Marlborough Gallery (en), Londres, à partir de 1960.
- Philippe Reichenbach Gallery, Houston, 1960[31].
- Galerie Déon-Mayer, 115, rue Vieille-du-Temple, Paris, 2003.
- Salle collective de la Ruche, 2, passage de Dantzig, Paris, septembre 2017[32].
- Simone Dat - Rétrospective, couvent Saint-François d'Oletta, juillet-octobre 2018[16].

### Expositions collectives

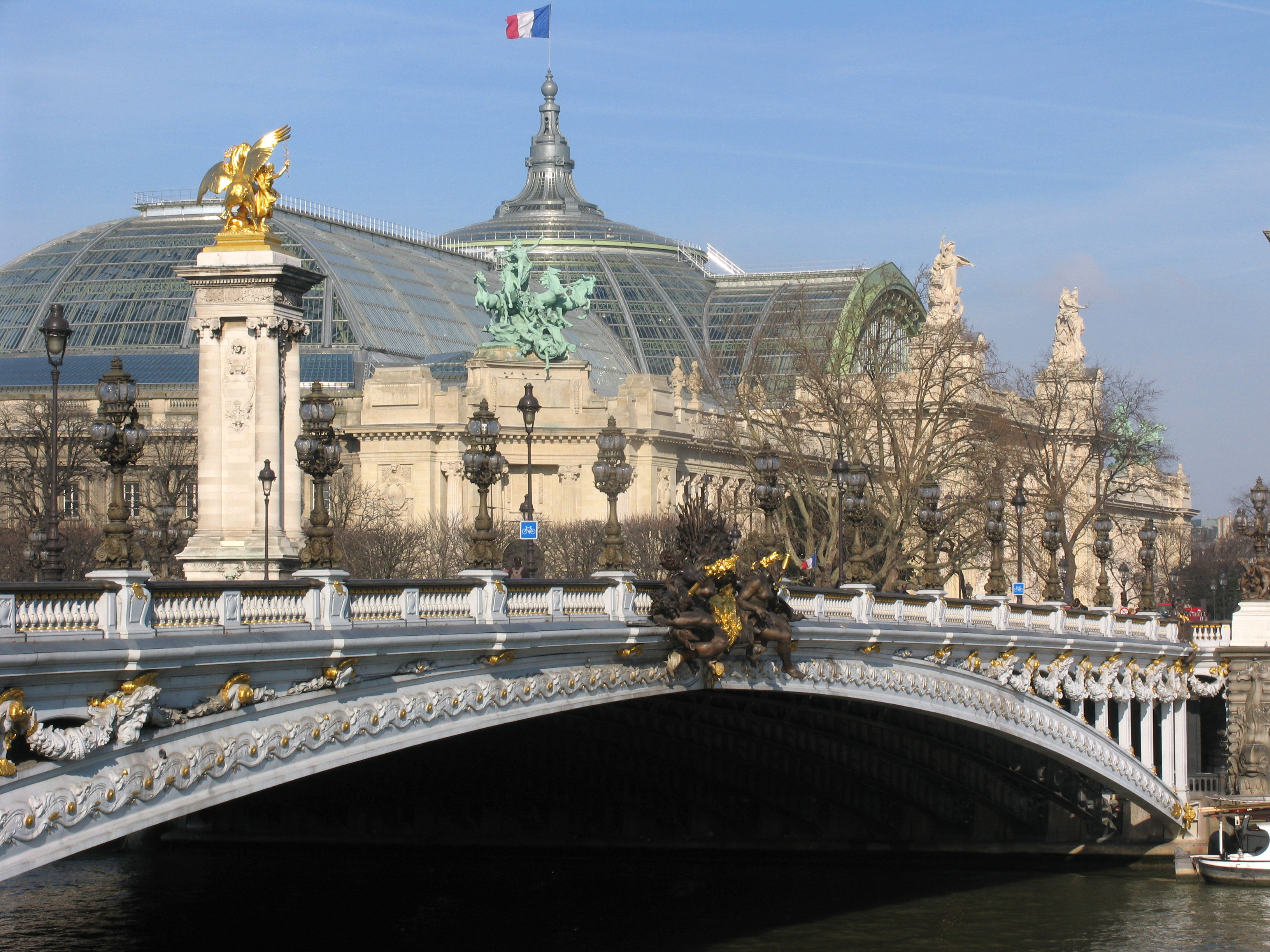
Grand Palais, Paris, 1951, 1952, 1953

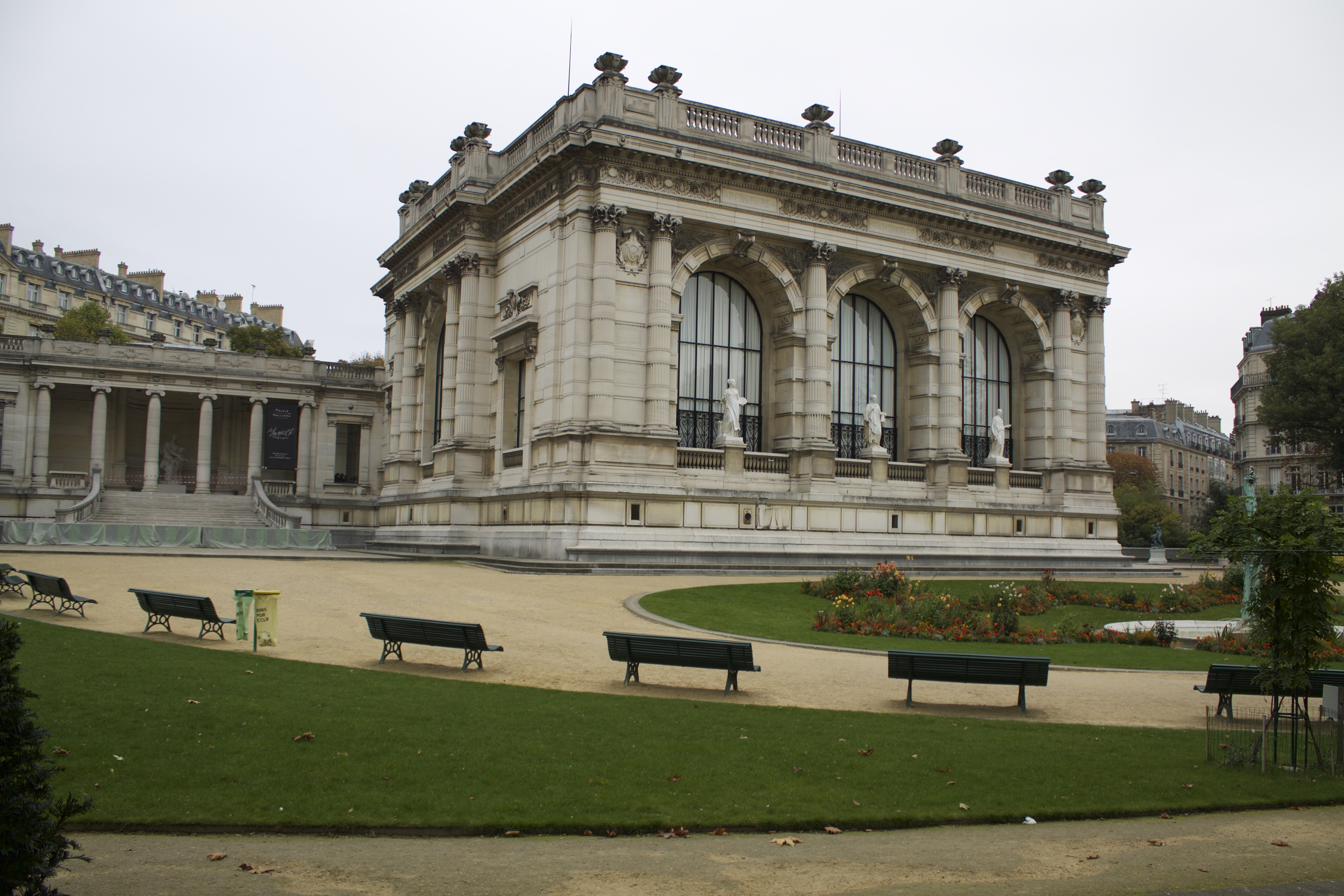
Musée Galliera, Paris, 1957.

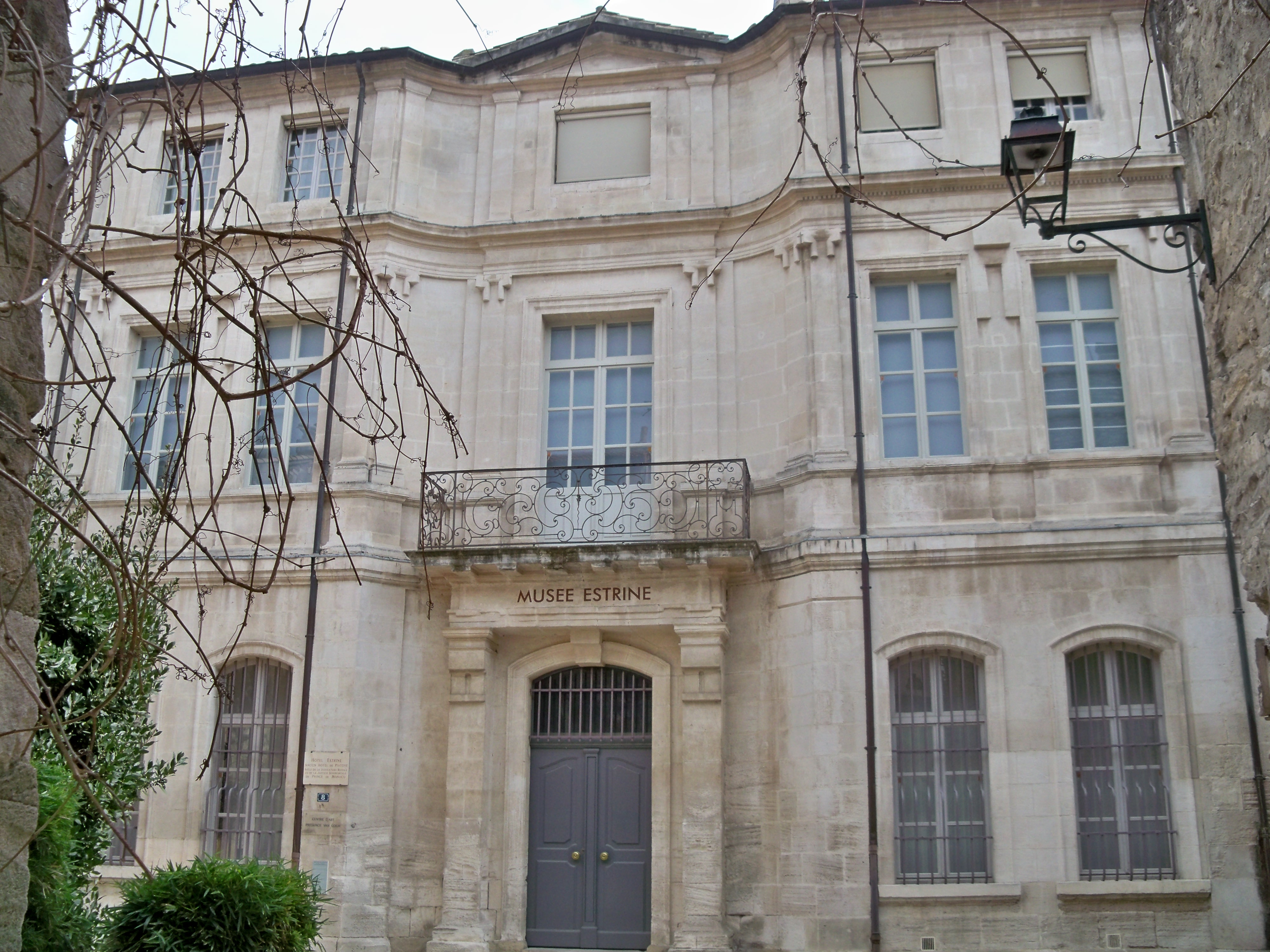
Musée Estrine, Saint-Rémy-de-Provence, 2010.

- Premier Manifeste de l'homme témoin, Galerie Geneviève Degomme, Paris, 1948, Portrait de femme pensive, dessin[1].
- Second Manifeste de l'homme témoin, Galerie Claude, 33, rue de Seine, Paris, octobre 1949[33],[34].
- Salon des jeunes peintres, prenant en 1954 le nom de Salon de la Jeune Peinture, Paris, 1950-1957, 1959, 1960[33], 1964, 1965[6].
- Salon d'automne, Grand Palais, Paris, 1951[15].
- Vingt-huit jeunes peintres, vingt-huit jeunes femmes (portraits) - Paul Aïzpiri, Roger Bezombes, Bernard Buffet, Philippe Cara Costea, Jean Carzou, Antoni Clavé, Jean Cortot, Simone Dat, Michel de Gallard, Dany Lartigue, Mick Micheyl, Jean Navarre, Michel Patrix, Paul Rebeyrolle, Michel Thompson…, Galerie Drouant-David, Paris, décembre 1951 - janvier 1952.
- Five young French realists : Paul Rebeyrolle, Simone Dat, Michel de Gallard, Roger Grand, Michel Thompson, Arcade Gallery, Londres, mars-avril 1952[35].
- Salon des indépendants, Grand Palais, Paris, 1952, 1953[15].
- Salon de Mai, Paris, 1954-1969[15].
- L'École de Paris, Galerie Charpentier, Paris, octobre 1954[33].
- La Nouvelle Vague, Galerie Fromond, Paris, 1955[36],[37].
- Biennale de Bruges, 1956[15].
- La Jeune Peinture de Paris, Marlborough Gallery, Londres, 1956, 1957[31],[33].
- Salon des peintres témoins de leur temps, Musée Galliera, Paris, mars-mai 1957 (thème : Le sport ; toile présentée : L'autobus du parc des Princes)[38].
- Biennale de Paris, Musée d'art moderne de la ville de Paris, octobre 1959, septembre-novembre 1961[33].
- La Réalité retrouvée - La Jeune peinture, Paris, 1948-1958 : Françoise Adnet, Richard Bellias, Bernard Buffet, Philippe Cara Costea, Simone Dat, Gabriel Dauchot, Michel de Gallard, Raymond Guerrier, Roger Lersy, Bernard Lorjou, André Minaux, Jean Pollet, Paul Rebeyrolle, Gaëtan de Rosnay, Michel Thompson, Maurice Verdier, Musée Estrine, Saint-Rémy-de-Provence, juin-septembre 2010[39].
- Vingt ans de passion - Peinture de maîtres de la figuration d'après-guerre, Galerie Florence Basset, Flassans-sur-Issole, juin-août 2015.
- Paul Rebeyrolle et la Jeune Peinture - Héritage de Courbet, Musée de l'Abbaye, Saint-Claude (Jura), juillet-décembre 2016[40],[41].
- Les Insoumis de l'art moderne, Musée Mendjisky - Écoles de Paris, Paris, novembre 2016[9],[33],[42].

## Réception critique
- « J'ai été enthousiasmé dès le début par les peintures d'une sensibilité si aiguë de Simone Dat… La meilleure femme peintre de la nouvelle génération… Des toiles rigoureusement dessinées, charpentées, solides. » - Henri Hérault[43]
- « À la question : "de quelle école sortez-vous ?" elle répond : "la meilleure école, c'est de fréquenter et de s'inspirer des esprits les plus éclairés de l'époque et d'entretenir un constant écange de pensées avec eux". En 1954, le prix Fernand-Léger récompensa en elle un des meilleurs éléments du jeune groupe de la Ruche. Simone Dat avait commencé avec des figures traitées dans un esprit assez satirique ; elle a aujourd'hui trouvé un ton plus calme et plus ample dans de vastes paysages de banlieue. » - Pierre Descargues[38]
- « Son art n'est sans doute pas étranger à celui de Paul Rebeyrolle avec qui elle fut mariée. Après une période d'abstraction, elle s'est orientée vers la nouvelle figuration, particulièrement représentée au Salon de la Jeune Peinture dans les années soixante, consacrant l'apparition pour la première fois d'un important expressionnisme français. Dans des compositions ambitieuses, hautes en couleur, d'un dessin caricatural, et agressif, Simone Dat exprime le plus souvent une critique aiguë, politiquement affirmée, de la société actuelle. » - Dictionnaire Bénézit[44]
- « Le monde rural constitue le thème récurrent de l'œuvre. Plus précisément celui de la région d'Eymoutiers où, avec Paul Rebeyrolle, Michel de Gallard et Michel Thompson, elle se rend fréquemment tout au long des années cinquante. Les paysages du Limousin, certes, mais surtout ses hommes, paysans et maquignons aux traits burinés, à l'image de ceux exposés au Salon de la Jeune Peinture, l'inspirent. Simone Dat peint également la banlieue et ses jardins, toujours avec un graphisme incisif, une palette aux tonalités sourdes et une matière très travaillée… Simone Dat possède une expression très personnelle, mise au service d'un réalisme social d'une parfaite sincérité, ce qui n'est pas sans mérite quand on partage l'atelier d'un peintre à la personnalité aussi affirmée que celle de Paul Rebeyrolle. Son esthétique réussit également à se dégager du réalisme socialiste prôné par Louis Aragon, malgré leur proximité politique avant l'invasion de la Hongrie. » - Éric Mercier[1]
- « Dans notre société où tout s'accélère, sa peinture est un arrêt sur le temps qui passe, une oraison à un monde rural en voie de disparition. Ses œuvres rigoureusement construites et dessinées ont une robustesse toute paysanne. » - Pierre Basset[33]

## Collections publiques

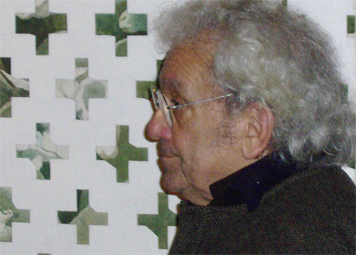
Henri Cueco

- Musée des Beaux-Arts de Houston.

## Prix et distinctions
- Prix Fernand-Léger pour la toile Jardin de banlieue, Ve Salon de la Jeune Peinture, 1954[33].
- Prix Marlborough (ex-æquo avec Henri Cueco) pour la toile Parapluies bleus, VIIe Salon de la Jeune Peinture, janvier 1956[14],[33],[34].
- Chevalier des Arts et des Lettres.